# Hans-Ulrich Wehler

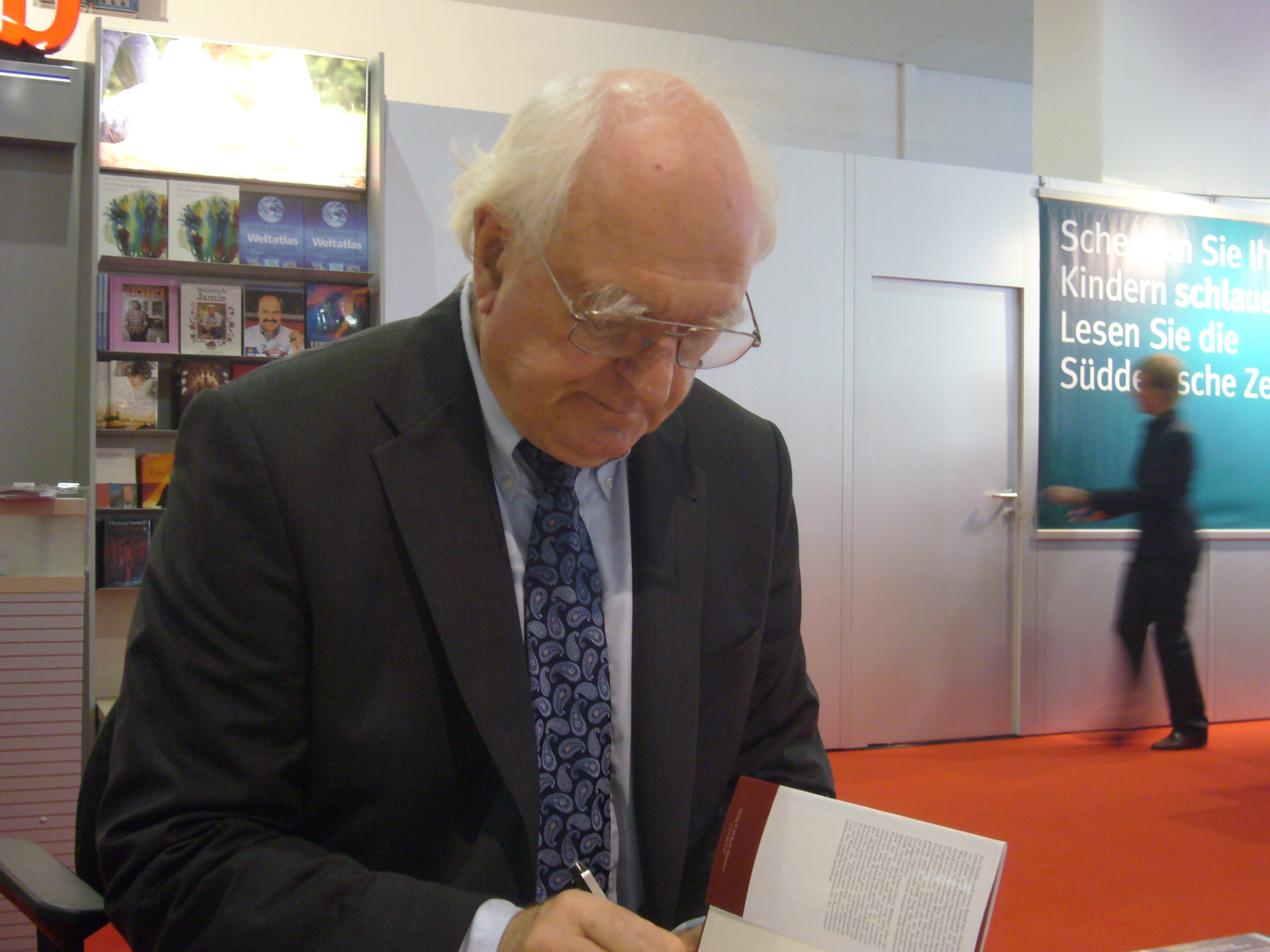
Hans Ulrich Wehler (2014)

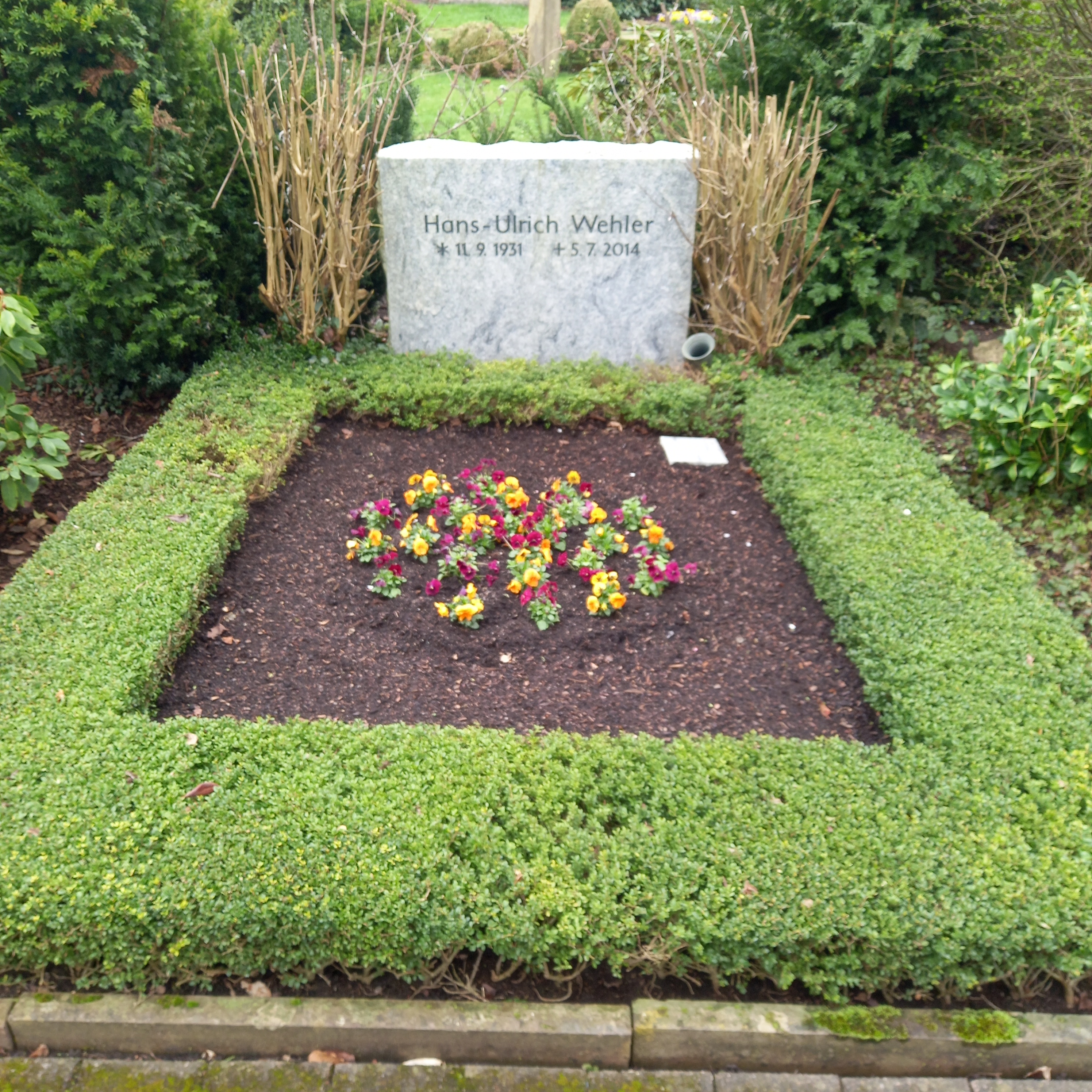
Das Grab von Hans-Ulrich Wehler auf dem Friedhof Kirchdornberg in Bielefeld

Hans-Ulrich Wehler (* 11. September 1931 in Freudenberg; † 5. Juli 2014 in Bielefeld) war ein deutscher Historiker und Hochschullehrer, 1970 bis 1971 als ordentlicher Professor an der TU Berlin, ab 1971 als Professor für Geschichtswissenschaft an der Universität Bielefeld. Er war maßgeblich daran beteiligt, die deutsche Geschichtswissenschaft an der Sozialgeschichte und Modernisierungstheorie auszurichten. Seine fünfbändige Deutsche Gesellschaftsgeschichte zählt zu den Standardwerken der deutschen Geschichtsschreibung für die Zeit von der Mitte des 18. Jahrhunderts bis 1990 und er gilt als einer einflussreichsten deutscher Historiker seiner Zeit.

## Leben
Hans-Ulrich Wehler wurde als ältestes von vier Kindern des Kaufmanns Theodor Wehler und dessen Ehefrau Elisabeth Wehler, geborene Siebel, in Freudenberg (Kreis Siegen) geboren. Beide Eltern entstammten calvinistischen Hugenottenfamilien mit holländischen Wurzeln. 1933 zogen die Eltern nach Gummersbach, wo Wehler seit 1938 die Städtische Volksschule und ab 1942 das Gymnasium Moltkestraße besuchte, an dem er – verzögert durch die Kriegseinwirkungen – im März 1952 das Abitur ablegte. Zeitlebens war er mit dem zwei Jahre älteren Jürgen Habermas bekannt, mit dem er in der Hitlerjugend zusammentraf und dasselbe Gymnasium besuchte. Nach dem Abitur studierte Wehler ab dem Sommersemester 1952 Geschichte, Soziologie, Ökonomie und Amerikanistik an der Universität zu Köln. Von 1952 bis 1953 studierte er als Austauschstudent mit einem Fulbright-Stipendium an der Ohio University in Athens/Ohio (USA) und im Wintersemester 1953/54 an der Universität Bonn, ehe er im Sommer 1954 nach Köln zurückkehrte und bis 1958 weiterstudierte. Dort wurde er im Juli 1960 bei Theodor Schieder mit der Arbeit Sozialdemokratie und Nationalstaat (1840–1914) promoviert und war anschließend Schieders Assistent am Historischen Seminar in Köln, wo er später von Erich Angermann (1927–1992) in die anglo-amerikanische Abteilung des Historischen Seminars übernommen wurde.
Im Jahr 1958 heirateten der evangelische Hans-Ulrich Wehler und Renate Pflitsch. Der Ehe entstammen drei Söhne. Der Unternehmensberater Gerhard Kienbaum war ein Vetter Wehlers. (Markus, Fabian und Dominik).

### Hochschullehrer
Seine erste Habilitationsschrift Aufstieg des amerikanischen Imperialismus 1865–1900 aus dem Jahr 1964 wurde von der Fakultät der Universität Köln als „nicht hinreichende historische Leistung“ abgelehnt. Auch seine zweite Arbeit Bismarck und der Imperialismus (1967) stieß in der Habilitationskommission auf starken Widerstand. Nach einem Kolloquium über Clausewitz und die Entwicklung vom absoluten zum totalen Krieg wurde die Habilitation schließlich 1968 in einer knappen Abstimmung der Fakultät angenommen. Der ganze Fall ist anhand der Quellen und Gutachten detailliert rekonstruiert worden. Bis 1970 blieb Wehler als Privatdozent in Köln, bevor er 1970 Professor für amerikanische Geschichte an der Freien Universität Berlin wurde. Von 1971 bis zu seiner Emeritierung im Jahr 1996 war er Professor für Allgemeine Geschichte mit besonderer Berücksichtigung der Geschichte des 19. und 20. Jahrhunderts an der Universität Bielefeld. Er lehrte außerdem als Gastprofessor in Harvard, Princeton, Stanford, Yale und Bern. Zu Wehlers akademischen Schülern gehören u. a. Hanna Schissler, Rudolf Boch, Hans-Walter Schmuhl, Manfred Hettling, Frank-Michael Kuhlemann, Paul Nolte, Christina von Hodenberg, Olaf Blaschke, Svenja Goltermann, Till van Rahden, Stefan-Ludwig Hoffmann, Sven Oliver Müller, Christian Geulen und Cornelius Torp.

### Werk und wissenschaftliches Wirken
An der Reformuniversität Bielefeld gehörte Wehler zu den Begründern der so genannten Bielefelder Schule, die sich als Vertreterin der Historischen Sozialwissenschaft mit ihrem universellen methodischen Anspruch für die Geschichtswissenschaft verstand. Ziel war es, die bislang hauptsächlich ereignisgeschichtliche Historiographie gegenüber den Sozialwissenschaften (Soziologie, Wirtschaftswissenschaften), aber auch der Psychoanalyse zu öffnen. Als Publikations- und Diskussionsorgan wurde 1975 die Zeitschrift Geschichte und Gesellschaft von Wehler wesentlich mitgegründet. In den folgenden Jahrzehnten bis zu seiner Emeritierung blieb er die prägende Kraft der Zeitschrift.
In den ersten Bielefelder Jahren war Wehler stark theorie- und strukturgeschichtlich orientiert. Damit einher ging sein Postulat, die Politikgeschichte müsse sich als Teildisziplin der neuen Historischen Sozialwissenschaft verstehen und in Richtung der von ihr aufgeworfenen Fragestellungen öffnen; diese Ablehnung der klassischen Politikgeschichte führte zu Kontroversen mit Historikern wie Andreas Hillgruber und Klaus Hildebrand. Auch Thomas Nipperdey gehörte zu Wehlers schärfsten Kritikern. Strukturen und Prozesse erschienen bei Wehler wichtiger als die Entscheidungen von Personen. Dieser Ansatz war in weiten Teilen der Geschichtswissenschaft stark umstritten. In den 1980er Jahren setzte sich diese Perspektive auf die Historie als Paradigma durch, woraufhin jüngere Historiker, etwa aus dem Umfeld der Alltagsgeschichte und neuen Kulturgeschichte, Wehler und seine Schule als „Bielefelder Orthodoxie“ anzugreifen begannen. In theoretischer Hinsicht stützte sich Wehler in erster Linie auf die Arbeiten von Max Weber. Dabei übernahm er nicht dessen Ergebnisse, sondern in erster Linie die Art der Fragestellung und Grundkonzepte. So ging auch Wehler davon aus, dass sich die Moderne auf einen Prozess der Rationalisierung, Bürokratisierung und Individualisierung gründe, den es in der Geschichte zu lokalisieren gelte.
Das Konzept fand Niederschlag in zahlreichen kleineren und größeren Arbeiten. In der Fachwelt hat das Buch Das Deutsche Kaiserreich 1871–1918 von 1973 für erhebliche Aufmerksamkeit gesorgt. In diesem setzte Wehler seinen strukturgeschichtlichen Ansatz erstmals konsequent um. Neben der Hervorhebung sozioökonomischer Prozesse spielte dabei die Sonderwegsthese eine erhebliche Rolle. Obwohl sie mittlerweile in wichtigen Details als widerlegt gilt, hat sie einen internationalen Forschungsboom zum Deutschen Kaiserreich ausgelöst und das Geschichtsbewusstsein in Deutschland nachhaltig geprägt.
Nach zahlreichen Arbeiten etwa zum amerikanischen Imperialismus, aber auch zu theoretischen Fragen erschien 1987 der erste Band seiner Deutschen Gesellschaftsgeschichte. Dieses Projekt, wiederum anknüpfend an Max Weber, untersucht die deutsche Geschichte seit etwa 1700. Mit Erscheinen des fünften Bandes im Jahr 2008, der den Zeitraum von 1949 bis 1990 behandelt, hat Wehler die Reihe zum Abschluss bringen können. Die Bände versuchen, eine Art histoire totale zu liefern und folgen dabei einem einheitlichen Schema. Nach einem Überblick über Demographie und Bevölkerungsentwicklung folgt die Analyse von Wirtschaft, den Strukturen der sozialen Ungleichheit, den Strukturen und Entwicklungen der politischen Herrschaft und der Kultur. Dieses opus magnum gilt mittlerweile als Standardwerk; einige Aspekte stießen aber auch auf heftige Kritik. Dies gilt etwa für Wehlers Versuch, den Erfolg des Nationalsozialismus und Adolf Hitlers mit Hilfe des an Max Weber angelehnten Charismakonzepts zu erklären. Konrad Jarausch kritisierte die fehlende Durchdringung der Geschichte der DDR, die Wehler mit Max Webers Herrschaftstypus des „Sultanismus“ zu fassen versuchte; für Jarausch „ein begrifflicher Ausdruck von Hilflosigkeit gegenüber dem Phänomen DDR“. Auch Michael Stolleis kritisierte anhand dieses Begriffs „die geradezu schreiende Beschimpfung der DDR“ bei Wehler.

### Beiträge zu öffentlichen Debatten
Neben seinen fachwissenschaftlichen Arbeiten beteiligte sich Wehler auch immer wieder an historisch-politischen Debatten in der breiten Öffentlichkeit. Dazu zählte im Jahr 1986 sein Eingreifen in den Historikerstreit, der sich an den Thesen Ernst Noltes entzündet hatte. Wehler war neben Jürgen Habermas einer der führenden Kritiker der von Nolte und seinen Unterstützern vertretenen Thesen. Im Jahr 1989 heizte Wehler den Streit noch einmal an. Auch 1996 bezog er in der Debatte über die Thesen von Daniel Goldhagen Position und kritisierte dessen Haltung zum deutschen Antisemitismus.
In seiner Universitätsstadt schaltete er sich 1998 in die Debatte um die Kunsthalle der Stadt Bielefeld ein und verlangte die Entfernung des Namens Richard Kaselowsky. Zur Begründung hieß es, der Namenspatron habe der NSDAP angehört und sei Förderer des „Freundeskreises des Reichsführers SS“ gewesen.
Im Jahr 2002 erregten Wehlers Thesen gegen den Beitritt der Türkei zur EU erhebliche Aufmerksamkeit. Im selben Jahr betonte er bei seiner Rede zur Eröffnung der neu konzipierten Wehrmachtsausstellung, ein Ziel der Ausstellung müsse es sein, gesamtgesellschaftliche Prozesse im nationalsozialistisch regierten Deutschland zu hinterfragen. Nur so könnten die Wehrmacht und deren Vorgehen verstanden werden.
2003 kritisierte Wehler die Schulpolitik der NRW-Landesregierung (Kabinett Steinbrück). Unter anderem wandte er sich gegen die Ökonomisierung des Schulbetriebs durch Mindestzahlen in Kursen, die Verpflichtung zu nur einer Gesellschaftswissenschaft in der Gymnasialen Oberstufe sowie deren etwaigen Ersatz durch einen Ergänzungskurs, den er als unseriös bezeichnete. Wehler sah hier Fundamente deutscher Politik in Gefahr.
Wiederholt meldete Wehler sich in den 2000er Jahren in Debatten über Einwanderung zu Wort und kritisierte die in seinen Augen falsche Einwanderungs- und Integrationspolitik sowie die mangelnde Integrationsbereitschaft türkischer und muslimischer Einwanderer: „Die Bundesrepublik hat kein Ausländerproblem, sie hat ein Türkenproblem. Diese muslimische Diaspora ist im Prinzip nicht integrierbar. […] Man soll sich nicht freiwillig Sprengstoff ins Land holen.“ 2007 positionierte sich Wehler im Zusammenhang mit dem Streit um die geplante DİTİB-Zentralmoschee Köln in dem Sinne, dass „endlich eine offenherzige Diskussion über die Stellung der deutschen Muslime zu führen“ sei, da die DİTİB dazu neige, „sich in einer eigenen Subkultur einzuigeln und jede Assimilation zu verweigern.“
In einer Rezension für Die Zeit kritisierte Wehler 2010 die auch auf genetische Aspekte gestützte Argumentation des Buches Deutschland schafft sich ab von Thilo Sarrazin. Er meinte jedoch, die Analyse, die sich auch allein aus den sozialpolitischen Erkenntnissen des Buches ableiten lasse, treffe „ins Schwarze“, und verteidigte das Werk insgesamt gegen eine „fehlgesteuerte Diskussion“, in der Wehler eine massive „Attacke gegen die Meinungsfreiheit“ sah.
Die Äußerung von Bundespräsident Christian Wulff zum 20. Jahrestag der deutschen Wiedervereinigung am 3. Oktober 2010, der Islam gehöre zu Deutschland, kritisierte Wehler im Tagesspiegel: „Der Islam ist über die Jahrhunderte hinweg immer ein Gegner dieses Europas gewesen. Der Islam ist kein Teil der Kultur oder des gesellschaftlichen Lebens in Deutschland geworden, egal ob sie das Recht, die Politik oder das Verfassungsdenken ansehen.“

## Auszeichnungen
Wehler erhielt 1997 das Verdienstkreuz 1. Klasse der Bundesrepublik Deutschland. Er wurde mit mehreren Ehrendoktorwürden ausgezeichnet. 1999 wurde Wehler zu einem auswärtigen Ehrenmitglied der American Historical Association (AHA), des mitgliederstärksten Historikerverbands der USA, ernannt. Als Begründung wurde angegeben, kein „lebender Historiker in der Bundesrepublik Deutschland in der Nachkriegszeit“ habe mehr „für die Neuorientierung und Belebung der modernen deutschen Geschichtswissenschaft“ getan. Wehler war der achte deutsche Historiker nach Leopold von Ranke (1885), Theodor Mommsen (1900), Friedrich Meinecke (1947), Franz Schnabel (1952), Gerhard Ritter (1959), Fritz Fischer (1984) und Karl Bosl (1990), der diese Auszeichnung erhielt.
2003 wurde Wehler mit dem Staatspreis des Landes Nordrhein-Westfalen ausgezeichnet; 2004 ernannte ihn die Universität Bielefeld zum Ehrensenator; im selben Jahr erhielt er „als einer der wenigen Geisteswissenschaftler die Helmholtz-Medaille der Berlin-Brandenburgischen Akademie der Wissenschaften.“ 2006 ernannte die American Academy of Arts and Sciences Wehler zum Ehrenmitglied. 2014 wurde ihm der Lessing-Preis für Kritik zuerkannt.

## Schriften (Auswahl)
- Sozialdemokratie und Nationalstaat. Die deutsche Sozialdemokratie und die Nationalitätenfragen in Deutschland von Karl Marx bis zum Ausbruch des Ersten Weltkrieges (= Marburger Ostforschungen. 18, ISSN 0542-6537). Holzner, Würzburg 1962 (Zugleich: Köln, Universität, Dissertation, 1960; 2., vollständig überarbeitete Auflage als: Sozialdemokratie und Nationalstaat. Nationalitätenfragen in Deutschland 1840–1914. Vandenhoeck & Ruprecht, Göttingen 1971).
- als Hrsg.: Moderen Deutsche Sozialgeschichte. 1966; 6. Auflage 1981.
- Bismarck und der Imperialismus. Kiepenheuer & Witsch, Köln u. a. 1969 (Mehrere Auflagen; 5. Auflage 1984).
- als Hrsg.: Deutsche Historiker. 9 Bände. 1971–1982.
- Krisenherde des Kaiserreichs 1871–1918. Studien zur deutschen Sozial- und Verfassungsgeschichte. Vandenhoeck & Ruprecht, Göttingen 1970; 2., überarbeitete und erweiterte Auflage ebenda 1979, ISBN 3-525-36172-6.
- Das Deutsche Kaiserreich 1871–1918 (= Deutsche Geschichte. Band 9 = Kleine Vandenhoeck-Reihe. 1380). Vandenhoeck & Ruprecht, Göttingen 1973, ISBN 3-525-33340-4 (Mehrere Auflagen, 6. Auflage 1985; in schwedischer Sprache: Det tyska kejsarriket. 1871–1918. Tiden, Stockholm 1991, ISBN 91-550-3767-4; in chinesischer Sprache und Schrift: 德意志帝国. 青海人民出版社, 西宁 2009, ISBN 978-7-225-03315-0).
- Der Aufstieg des amerikanischen Imperialismus. Studien zur Entwicklung des Imperium Americanum 1865–1900 (= Kritische Studien zur Geschichtswissenschaft. Band 10). Vandenhoeck und Ruprecht, Göttingen 1974, ISBN 3-525-35961-6 (2., bibliographisch ergänzte Auflage. ebenda 1987, ISBN 3-525-35736-2).
- Modernisierungstheorie und Geschichte (= Kleine Vandenhoeck-Reihe. 1407). Vandenhoeck & Ruprecht, Göttingen 1975, ISBN 3-525-33373-0 (in japanischer Sprache und Schrift: 近代化理論と歴史学. 未来社, 東京 1977; in italienischer Sprache: Teoria della modernizzazione e storia (= Uomini e tempi. Band 19). Vita e pensiero, Mailand 1991, ISBN 88-343-4868-0).
- Nationalitätenpolitik in Jugoslawien 1918–1978. 1980.
- Geschichte als Historische Sozialwissenschaft. 3. Auflage 1980.
- Historische Sozialwissenschaft und Geschichtsschreibung. Studien zu Aufgaben und Traditionen deutscher Geschichtswissenschaft. Vandenhoeck & Ruprecht, Göttingen 1980, ISBN 3-525-36176-9.
- Grundzüge der amerikanischen Außenpolitik. 2. Auflage 1984.
- Preußen ist wieder chic. 1983.
- Entsorgung der deutschen Vergangenheit? Ein polemischer Essay zum „Historikerstreit“ (= Beck’sche Reihe. 360). Beck, München 1988, ISBN 3-406-33027-4.
- Deutsche Gesellschaftsgeschichte. 5 Bände, Beck, München, 1987–2008, ISBN 3-406-32490-8 (Mehrere Auflagen);
  - Band 1: Vom Feudalismus des Alten Reiches bis zur Defensiven Modernisierung der Reformära 1700–1815. 1987, ISBN 3-406-32261-1 (einsehbar bei google books);
  - Band 2: Von der Reformära bis zur industriellen und politischen „Deutschen Doppelrevolution“ 1815–1845/49. 1987, ISBN 3-406-32262-X (einsehbar bei google books);
  - Band 3: Von der „Deutschen Doppelrevolution“ bis zum Beginn des Ersten Weltkrieges 1849–1914. 1995, ISBN 3-406-32263-8 (einsehbar bei google books);
  - Band 4: Vom Beginn des Ersten Weltkriegs bis zur Gründung der beiden deutschen Staaten 1914–1949. 2003, ISBN 3-406-32264-6 (einsehbar bei google books);
  - Band 5: Bundesrepublik Deutschland und DDR 1949–1990. 2008, ISBN 978-3-406-52171-3 (einsehbar bei google books).
- als Herausgeber: Europäischer Adel. 1750–1950 (= Geschichte und Gesellschaft. Sonderheft 13). Vandenhoeck & Ruprecht, Göttingen 1990, ISBN 3-525-36412-1.
- als Herausgeber: Scheidewege der deutschen Geschichte. Von der Reformation bis zur Wende 1517–1989, Beck, München, 1995, ISBN 3-406-39223-7.
- Die Herausforderung der Kulturgeschichte (= Beck’sche Reihe. 1276). Beck, München 1998, ISBN 3-406-42076-1.
- Nationalismus. Geschichte, Formen, Folgen (= Beck’sche Reihe. 2169, C. H. Beck Wissen). Beck, München 2001, ISBN 3-406-44769-4 (In serbischer Sprache und kyrillischer Schrift: Националиэам. Историја – Форме – Последице. Светови, Нови Сад 2002, ISBN 86-7047-410-7; in kroatischer Sprache: Nacionalizam. Povijest, oblici, posljedice. Jesenski i Turk, Zagreb 2005, ISBN 953-222-193-X).
- Historisches Denken am Ende des 20. Jahrhunderts. 1945–2000 (= Essener Kulturwissenschaftliche Vorträge. Band 11). Wallstein, Göttingen 2001, ISBN 3-89244-430-7 (2. Aufl. ebenda 2002; in serbischer Sprache: Istorijsko mišljenje na kraju XX veka. 1945–2000. CID, Podgorica 2010, ISBN 978-86-495-0361-8).
- Konflikte zu Beginn des 21. Jahrhunderts. Essays (= Beck’sche Reihe. 1551). Beck, München 2003, ISBN 3-406-49480-3 (in chinesischer Sprache und Schrift: 21 世纪初的冲突. 灕江出版社, 桂林市 2015, ISBN 978-7-5407-7591-9).
- „Eine lebhafte Kampfsituation“. Ein Gespräch mit Manfred Hettling und Cornelius Torp (= Beck’sche Reihe. 1705). Beck, München 2006, ISBN 3-406-54146-1.
- Notizen zur deutschen Geschichte (= Beck’sche Reihe. 1743). Beck, München 2007, ISBN 978-3-406-54770-6.
- Der Nationalsozialismus. Bewegung, Führerherrschaft, Verbrechen. 1919–1945. Beck, München 2009, ISBN 978-3-406-58486-2.
- Land ohne Unterschichten? Neue Essays zur deutschen Geschichte (= Beck’sche Reihe. 1827). Beck, München 2010, ISBN 978-3-406-58588-3.
- Die neue Umverteilung. Soziale Ungleichheit in Deutschland. Beck, München 2013, ISBN 978-3-406-64386-6.
- Die Deutschen und der Kapitalismus. Essays zur Geschichte (= C.H. Beck Paperback. 6137). Beck, München 2014, ISBN 978-3-406-65945-4.